# Ray Pointer
Raymond Pointer, detto Ray (Cramlington, 10 ottobre 1936 – Blackpool, 26 gennaio 2016), è stato un calciatore inglese, di ruolo attaccante.

## Carriera

### Giocatore
Iniziò la carriera nel Burnley, in cui giocò per sette anni (dal 1957 al 1964) vincendo il campionato nella stagione 1959-1960 e ottenendo, nel 1961, tre convocazioni in Nazionale maggiore (segnando due gol di cui uno nella partita del suo esordio, avvenuto il 28 settembre 1961 contro il Lussemburgo.). Tra il 1964 e il 1966 militò nel Bury e nel Coventry City quindi, dal 1966 fino al ritiro, avvenuto nel 1972, giocò nel Portsmouth.

### Dopo il ritiro
Al termine della carriera di calciatore Pointer rimase nel Portsmouth come membro dello staff tecnico.

## Palmarès
- First Division: 1

Burnley: 1959-1960
- Charity Shield: 1

Burnley: 1960